# Birgit Løgstrup
Birgit Løgstrup (født 15. juni 1941) er en dansk historiker.
Løgstrup voksede op på Postgården ved Sønder Tranders øst for Aalborg. I 1999 arvede hun som enebarn gården og senere tog familien bopæl her. Gårdens jorder blev siden eksproprieret til opførelse af Nyt Aalborg Universitetshospital.
I 1960'erne uddannede hun sig til cand.mag. i historie og kristendomskundskab ved Københavns Universitet, hvor hun også i 1983 blev dr.phil. Inden indlevering af disputatsen søgte hun billigelse hos svigerfaderen K.E. Løgstrup, idet efternavnet måtte forventes at lede tilbage til ham. Fra 1970 til 2001 var hun arkivar ved Rigsarkivet og Landsarkivet for Nørrejylland, sidst i chef-stillinger.